# Ostnäs (naturreservat)
Ostnäs är ett naturreservat i Umeå kommun i Västerbottens län.
Området är naturskyddat sedan 1998 och är 880 hektar stort. Reservatet omfattar yttre delen av udden Ostnäs vid havet och består av kustnära naturskog och strandområden.